# Premio Juli Verne
El Premio Juli Verne es un premio literario de Andorra. Se instauró a principios de los años 1980.
Lo otorga el Círculo de las Artes y de las Letras de Andorra (Cercle de les Arts i de les Lletres d'Andorra) al mejor relato corto de ciencia ficción en catalán.
Algunos de los premiados fueron:
en 1993 Antoni Munné-Jordà,
en 1996 Juan Miguel Aguilera (por "La llavor del mal" -"La semilla del mal"-),
en 1997 Eduardo Gallego Arjona y Guillem Sánchez i Gómez (por Nàufrags en la nit -"Náufragos en la noche"-)
y en 1998 Miquel Barceló García.
Después de un tiempo sin que el premio se convocase, a partir de 2018 el Círculo de ls Artes y de las Letras (Cercle de les Arts i de les Lletres d'Andorra), lo vuelve a incluir dentro de los Premios de la Nit Literaria Andorrana. El escritor Alex Puig ganó la edición de 2019, en 2020 los premios se suspendieron por la pandemia de Covid-19 y el 2021 quedó desierto con dos accésits.[cita requerida]